# Радковиці (Келецький повіт)
Радковиці (пол. Radkowice) — село в Польщі, у гміні Хенцини Келецького повіту Свентокшиського воєводства.
Населення — 672 особи (2011).
У 1975-1998 роках село належало до Келецького воєводства.

## Демографія
Демографічна структура на день 31 березня 2011 року:
|          | Загалом | Допрацездатний вік | Працездатний вік | Постпрацездатний вік |
| -------- | ------- | ------------------ | ---------------- | -------------------- |
| Чоловіки | 321     | 63                 | 232              | 26                   |
| Жінки    | 351     | 71                 | 226              | 54                   |
| Разом    | 672     | 134                | 458              | 80                   |